# Krustpils

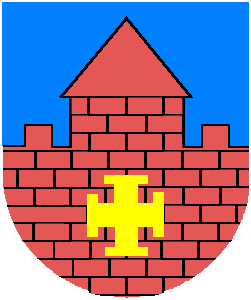
Herb Krustpils

Krustpils (łatg. Krystapiļs; niem. Kreutzburg; pol. hist. Kryżborg, także Kryżbork) – średniowieczny zamek nad prawym brzegiem rzeki Dźwiny w dawnych Inflantach na Łotwie, wokół którego wyrosło miasto. Obecnie dzielnica miasta Jēkabpils.
Znajduje się tu stacja kolejowa Krustpils, węzeł linii Ryga – Dyneburg i Jełgawa – Rzeżyca.

## Historia
Zbudowany w 1237 przez zakon kawalerów mieczowych; powstałą wokół zamku miejscowość o tej samej nazwie wspomina się po raz pierwszy w 1511. Miejscowość nadana przez Stefana Batorego rodzinie Korffów, którzy byli właścicielami tutejszych dóbr ziemskich do 1920 roku. Tutaj w roku 1626 Aleksander Gosiewski wsparty przez hetmana wielkiego litewskiego Lwa Sapiehę zmusił generała szwedzkiego Horna i króla Gustawa Adolfa do cofnięcia się do zamku Dahlen, który wkrótce potem wojska polskie opanowały.
5 sierpnia 1704 doszło do innej bitwy. Wojska litewsko-szwedzkie (7 tys. żołnierzy) pobiły w niej wojska litewsko-rosyjskie (Krzysztof Zawisza, który brał udział w tej bitwie po stronie szwedzkiej pisał o 18 tys., lecz jest to liczba zawyżona). Litwini sprzymierzeni z Rosjanami przepędzili żołnierzy szwedzkich (prawe skrzydło wojsk szwedzko-litewskich) z pola, a Litwini sprzymierzeni ze Szwedami przepędzili Rosjan (prawe skrzydło wojsk rosyjsko-litewskich). Ostatecznie wygrała strona szwedzko-litewska.
W 1920 miasteczko uzyskało prawa miejskie i swój herb (mury miejskie z krzyżem). 
Podczas okupacji hitlerowskiej, w lipcu roku Niemcy utworzyli getto dla żydowskich mieszkańców. Przebywało w nim około 400 osób. 1 sierpnia 1941 roku Niemcy zlikwidowali getto, a Żydów zamordowano na torfowiskach 6 km za miastem. Sprawcami zbrodni byli Łotysze z Rygi  z tzw. komando Arajsa oraz kompania miejscowej policji pomocniczej. Całością dowodził oficer SD z Einsatzkommando 2. 
Po wybudowaniu w 1962 mostu przez Dźwinę włączone w granice pobliskiego miasta Jēkabpils jako jego prawobrzeżne przedmieście.